# Johann Conrad Zeune der Jüngere
Johann Conrad Zeune der Jüngere (geboren 1800 in Thurnau bei Bayreuth; gestorben 4. Dezember 1859 ebenda) war ein deutscher Holzschneider.

## Leben
Zeune d. J. war ein Sohn des Thurnauer Kattunformschneiders Johann Conrad Zeune des Älteren und Enkel des Bayreuther Kattunformschneiders Johann Eberhard Zeune.
Nachdem er als Schüler seines Vaters im Holzschnitt und im Zeichnen unterrichtet worden war, wirkte Zeune der Jüngere vor allem in der ersten Hälfte des 19. Jahrhunderts als Holzstecher für in Bamberg hergestellte Buchdrucke.

## Bekannte Werke (Auswahl)
- eine Kopie des Christopherus von 1423 ist abgebildet in Joseph Heller: Geschichte der Holzschneidekunst. Von der Erfindung der Formschneidekunst bis auf jene der Buchdruckerkunst. 1300–1440, Neudruck der Ausgabe von 1821, 1823, Zürich: Literatur-Agentur Danowski, 2007[1]
- alle Monogramme in
  - Joseph Heller: Monogrammen-Lexikon, enthaltend die bekannten, zweifelhaften und unbekannten Zeichen, so wie die Abkürzungen der Namen der Zeichner, Maler, Formschneider, Kupferstecher, Lithographen u.s.w. mit kurzen Nachrichten über dieselben, Bamberg 1831, S. ? (Digitalisat).